# 及川奈央
及川 奈央（おいかわ なお、1981年4月21日 - ）は、日本の女優、タレント、元AV女優。広島県生まれ、東京都育ち。

## 来歴
AV女優時代
2000年春、専門学生時代に東京の街頭にてスカウトされる。ヌードグラビアやCSのアダルト番組出演などを経て、同年9月にAV女優として宇宙企画よりデビュー。当初は目立った活躍がみられず、デビュー後1年間の販売作品数は5本にとどまった。2001年後半から出演作品が増え始め、 2002年にはソフト・オン・デマンドやMOODYZといったインディーズメーカー作品へ出演するようになる。これを契機に出演作が一気に増え、AV界を代表する女優へと成長を遂げた。2003年春以降、初代ミリオンガールズのリーダー格としてミリオン専属女優となる。明確な引退作はなく、2004年末ごろの時点で「お休みしています」としていたが、2004年6月発売の作品をもってAV女優としての活動を終了した。2004年から2005年にかけては「ミリオンエグゼクティブ」の肩書きで、AV引退以降も販促活動などに参加していた。現役時代に発売された作品は80本以上にのぼる。
女優・タレント転身
AV女優として晩年となる2003年ごろから引退後の2005年にかけ、テレビ番組へのゲスト出演やCM出演、CS放送への出演、ラジオ番組のパーソナリティ、ソロCDリリース、テレビドラマの監督などマルチタレントとしての活動を展開していく。2005年春よりテレビ番組のレギュラー出演が決定し、同時にヌードグラビアを引退した。
Vシネマや一般映画への出演歴はAV女優時代に遡る。2007年以降は特に女優活動に重きを置き、テレビドラマやVシネマへの出演のほか、2007年11月には初の主演舞台公演『ナイトメス』全国ツアーを行った。幅広い役柄の中でもとりわけ特撮分野での活動が顕著である。2005年『牙狼-GARO-』、2007年『ULTRASEVEN X』のゲスト出演を経て、2008年のスーパー戦隊シリーズ『炎神戦隊ゴーオンジャー』（テレビ朝日系列）へ、ケガレシア役としてレギュラー出演している。さらに2009年12月12日公開の『仮面ライダー×仮面ライダー W&ディケイド MOVIE大戦2010』では蜂女役で出演。
AV女優時代も含め、女優・タレント転身後も東京プロデュースセンターに所属したが、2009年6月21日のブログにて、株式会社ファイヴドットオンへの移籍を明らかにした。2010年放映のNHK大河ドラマ『龍馬伝』第4話では遊女を演じることが話題となる。また2010年以降は、舞台での演劇活動を再開。2011年、劇団スーパー・エキセントリック・シアター所属女優・久下恵美とともに演劇ユニット「類類〜Lui Lui〜」を結成、同名義による舞台活動も開始した。
2016年12月5日、6歳年上の会社員男性と結婚（名前・写真は非公表）。
2019年、個人事務所『5.on（ファイヴドットオン）』に所属したまま、芸能事務所WBと業務提携を結ぶ。2020年、39歳の誕生日にYouTubeにて公式チャンネル「なおチャンネル」を開始、初回から150万回の再生回数を記録した。
2021年8月5日、同年春に離婚していたことを発表。

## 人物
- 趣味「料理・乗馬・歩くこと」[14]、「人間観察とインターネット」[15]。お菓子作り[16]。
- 特技「書道(三段[15][17])、水泳」[14]。絵画[16]。トロンボーン[18]。
- 好きな食べ物「和食全般・カレー」、嫌いな食べ物「エビ (アレルギー) ・納豆」[14]、馬肉 [19]。
- お気に入りの街「恵比寿・表参道・中目黒・根津」[20]、「麻布十番」[21]。
- 身長161.5 靴のサイズ24.5[15]、スリーサイズ B 86 / W 56 / H 88[14]。カップ:D-70[16]。
- 一番大切にしていること（もの）は「家族、大切な人達（支えてくれる友人、知人）」[22]。
- 好きな男性のタイプ「嘘をつかない人」「裏切らない人」「筋を通す人」「自分を持っている人」[23]。
- 好きな言葉「努力」[15]、「Only ONE!」、座右の銘「継続は力なり」[15]「一期一会」[22]。
- 子供のころの夢は幼稚園の先生[24]。少女時代に憧れていた芸能人は光GENJI、wink、観月ありさ、宮沢りえなど[25]。
- 少女時代は人を冷静に観察するような子供で、「早く大人になりたい」とずっと思っていた[26]という。
- 極度の人見知りから周囲に対し壁を作る性格だったが、及川奈央名義で仕事を始めてから人生観が180度変化し、積極的に多くの人と接して吸収することが楽しくなった[27]。自分の中から「“及川奈央”を取っちゃったら何が残るの?と思うくらい」で「“及川奈央”で行けるところまで行きます」[28]とした。また、引退後に小さな小料理屋を開くことを目標にし、そうした形で人とのつながりを持ちたいと考えている[29][30]。
- 女優としての目標「どんな役でも凛とした女優さんになること。ジャンルは問いません」[31]
- 尊敬する女優は高島礼子。大人の色気を持ちつつ女性らしさが感じられるからだという[21]。大好きなハリウッドスターはアンジェリーナ・ジョリー。『17歳のカルテ』で彼女に興味を持ち、『Gia』での演技にしびれたという[23]。
- 脚本家・小林雄次は、女優としての及川奈央について「常人離れしたオーラの持主で、リアルな人間よりも特殊な役柄が似合う神秘的な女性」とした上で、役そのものと一体化した説得力ある演技を評価している[32]。
- 「表現・さわやか」を主催する池田鉄洋は、「奈央ちゃんが5分くらいひとりで喋っているだけの『野茂のかあちゃん』ってシーンがあるんです（中略）奈央ちゃんは、馬鹿がつくくらい礼儀正しい。子どものために頭下げ続けて、もう周りが切なくなるようなお母ちゃんって昔居たよね（中略）そういう意味で、及川奈央でしかできないものがある[8]」と、及川のキャラクターを生かした配役・演出意図を明かした。偶然にもその数年前、及川自身が演じてみたい役として「包み込んであげるぐらいの、包容力のある役。お母さん役とか（中略）この如来[* 4]みたいな役をやってみたい。優しくて温かい役」[22]と語っている。
- 舞台で演技することの魅力を以下のように語った。「生でリアクションが返ってくる、それがお客さんと一緒に作品が作られていく瞬間というか」[33]、「笑い声が直接体に響いてくると心の底から嬉しく震えます。お客様ばかりではなく共演する役者さんひとりひとりの呼吸、表情、感情の動き、汗や涙の一粒までも、目の前ですぐそばで体感できます。芝居の人物が、そこに『存在』しているのです」[34]。
- 愛称が複数存在する。 「ナオちゃん」（一般的）、「オイちゃん」(主に共演者など)、「オイナオ」（主にAV女優時代を知る古参ファンなど、また公式サイトのURLにはローマ字として採用された）、「なおち」（友人の熊切あさ美がこう呼んだことで主にネット上のファンが呼称するようになった）など。
- 2009年5月より日本エイズストップ基金協力委員[35]。

## エピソード
デビュー当時
- 芸名は、2000年4月に事務所へ所属した際、マネージャと事務職員が読んでいた本の登場人物「及川」と「奈央」を結合したもの[36]。ちなみに、2000年デビューの新人の中で一番になれという社長の思いから「二千一子」とする案もあった[17]。
- 街頭でのスカウトをきっかけにAV女優の道へ進んだが、最初の数ヶ月はメーカーの面接にことごとく落選し屈辱的な思いをしている。そのときの悔しさが強いモチベーションとなり[37]、「歴史に残るAV女優になる」という目標を掲げるに至った[38]。先輩AV女優の作品を数多く鑑賞したという。特に森下くるみを目標として研究を重ねた[39][* 5]。また、業界入り以前から認識していた唯一のAV女優として夢野まりあを挙げ、「あこがれ」「頂点の人」と形容した[38]。

『炎神戦隊ゴーオンジャー』のケガレシア役関連
- キャラクターデザイン担当の酉澤安施によれば、ケガレシアのデザインは、配役決定以前から及川をイメージして描いていたという[40]。また悪の組織ガイアークは、企画発表時の「『悪』として揺るぎのない存在」から、本編にて「愛すべき悪役」へと性格を変化させたが、日笠淳プロデューサーによれば、武上純希の脚本と及川奈央の「愛らしさ」がその要因だという[41]。この出演により新規ファン層の拡大に繋がった。悪役ゆえに撮影前は「石を投げられる覚悟で」と告げられていたが[42][43]、放送開始後は撮影を見学にきた子どもや親子連れから声をかけられたり記念写真を求められ、それが非常に嬉しかったという[44]。
- 劇場版『BUNBUN!BANBAN!劇場BANG!!』では、当初予定になかった居酒屋の女将を含む二役を演じている[45]。これは京都太秦での撮影参加を本人が志願して、自らスケジュール調整を行った結果追加されたものである[46]。
- 31話にて、楼山早輝/ゴーオンイエロー役の逢沢りなと須塔美羽/ゴーオンシルバー役の杉本有美と共にアイドルユニット『G3プリンセス』を結成。活動は劇中にとどまらず、G3プリンセス名義でCDおよび写真集をリリース、イベントでのライブも行った[47]。当初この企画を聞いた際は、他メンバーとの年齢差の大きさから「私が入っていいのか?」と[42]、オファーを一度辞退している[48]。「10代の2人に負けないように、加圧トレーニングを受け、禁酒して、体形を整える」などの努力[49][50]をしたという。名乗りは「ガイアーク・セクシー担当」だが、本人は「お笑い担当」のつもり[51]だった。『海賊戦隊ゴーカイジャー THE MOVIE 空飛ぶ幽霊船』（2011年8月公開）では、野球仮面との野球対決において、ゴレンジャーハリケーンのボールから現れたG3プリンセスが野球仮面を翻弄するシーンにケガレシア役として出演している。
- 『怒りオヤジ』にてケガレシアの台詞を借用し、相前後して『ゴーオンジャー』にて『怒りオヤジ』の太鼓を借用[52]するという、製作局をまたいだ相互パロディが見られた。このほか、及川のキャラクターを題材とした演出上の細かな遊びが作中随所[* 6]に見られる。
- 『侍戦隊シンケンジャーVSゴーオンジャー 銀幕BANG!!』では三大臣復活を奨める声を無視できず、宇都宮孝明プロデューサーの決断により「死者は生き返らせない」というシンケンジャーのルールを外して、三途の川にいたという設定が採用された。及川奈央の「三途の川を船で流れている」という案を聞いた中澤祥次郎監督により、エンディングにて「船に乗る三大臣」の趣向が盛り込まれた[53]。
- 衣装は体のサイズを細かく測って製作したため、少しでも太ると肉がはみだすことから、撮影中は体型の維持を要求されていた[40][43]。初撮影から4年後の『海賊戦隊ゴーカイジャーVS宇宙刑事ギャバン THE MOVIE』では、「ちょっときつかった」としつつ当時の衣装を着用している[54]。
- 高橋源一郎の小説『「悪」と戦う』[* 7]にて、主人公の少年による「及川奈央が演じてる『害水大臣ケガレシア』とか」という台詞がある。

その他の女優活動関連
- 2004年半ば以降、AVから本格的な女優活動への移行を模索する及川奈央を支援し、役者として梶研吾に紹介したのは、『ファンタズマ〜呪いの館〜』で脚本を担当した新田隆男だった。新田は2007年7月6日に死去するが、偶然その直後に梶が監督し及川がアリサ役で出演する『ULTRASEVEN X』第6話のクランクインが控えていた[55]。唐橋充が演じる宇宙への永遠の旅に出る男の役名が「日多隆男」に変更された[56]ことと共に、演出や演技の細部に梶や及川・唐橋をはじめとするスタッフ・キャストの、新田に向けた追悼の意を読み取ることができる。
- 『30minutes』の大根仁監督は、自ら「及川奈央原理主義者」と称するほどのファンで、AV引退直後の及川へ自ら出演オファーをしたという。「及川奈央は生まれつき、女優の骨を持って生まれてきた」[57]と、その生来の美しさを形容している。
- 2005年の『牙狼-GARO-』出演は、第6話を担当した梶研吾の推薦によるものだと、総監督雨宮慶太が明かしている[58]。アクション監督を務めた横山誠は、及川の体の柔軟さを指摘し、生身アクションを演ずるにあたって「勝算ありなんです、脚が高く上がるんで」[59]と評している（体の柔軟さについては、及川自身も身体的特徴の一番に挙げている[60]）。雨宮から「もう一回仕事がしたい」と仕事ぶりを絶賛されたが、のちに横山を総監督として制作されたテレビシリーズ第3作『牙狼-GARO- 〜闇を照らす者〜』第11話にて実現することとなる。
- 『仮面ライダー×仮面ライダー W&ディケイド MOVIE大戦2010』で蜂女を演じるにあたり仮面ライダー8話 (オリジナル版蜂女登場回) を視聴。また独特の笑い声も自宅の浴槽で練習している[61]。撮影前は初代蜂女のような正統派悪役怪人をめざしたが、現場で石橋蓮司演じるスーパー死神博士との関係や、ネオ生命体に対する母性に見られるような、女としての要素が膨らんでいったという[62][63]。役に対する敬意を込めて「蜂女さん」と呼ぶことが多い。
- 大河ドラマ『龍馬伝』への出演は、担当プロデューサーの要望[64]で実現した。オファーから衣装・かつら合わせを経て撮影までわずか二週間という慌ただしいものだったという[65]。思いがけないオファーに「初めは“ドッキリ”かと思った」[7]と語っている。かつて及川は番組中に、最近は和風に関心があり、憧れの仕事として日本酒のCMや日本舞踊、さらには大河ドラマにも出たい旨の発言をしていた。「いっぱい言葉にしたほうが、言霊ってあると思うので」[66]とし、結果的には三ヶ月余りで実現した形となった。
- 舞台『15♥0 〜フィフティーン・ラブ〜』は「少女マンガ」の世界観をもつ作品だったため、『君に届け』や『ママレード・ボーイ』などから女子高生の恋愛対象となる男子をイメージし仕草を研究したという[8]。

『CR及川奈央のフルーツスキャンダル』
- 2004年の雑誌連載記事による平和への「押しかけプレゼン」などで及川のパチンコ台製造企画がスタートした[67]。しかし、この時点では商品化に至っていない。2006年にパチスロ及川奈央の製作が進行した。同年9月29日・30日にビデオおよびスチール撮影が行われたが、発売会社の都合でお蔵入りとなった[68]。2007年、平和の子会社となったオリンピアが開発を担当し、商品開発がスタート。同年末ごろには、液晶画面の演出に使用するコスプレ映像の撮影や、グアムでの水着ロケが行われた。声のアフレコは撮影よりさらに一年後となったが、ホールの音響の中でも鮮明に聴こえるよう通常より高い声が求められ、「リーチ」の台詞だけでも数十回録音したという[69]。
- やや特異な遊戯仕様 (デジタルで揃った数字により以後の大当たり回数を示唆する) を現行規制の範囲で実現をめざし、オリンピアの旧型台枠を前提に設計されていた。そのため、実際の市場投入が懸念される時期もあったが、2009年8月31日より生産数量限定で出荷 (機種名「CR及川奈央のフルーツスキャンダルSD2」) が決定し、インターネットラジオ番組中にてその旨が本人から発表された[70]。また2010年2月14日より、SD2と同時期に開発された甘デジ仕様のTRおよび、その改良型のTRZが受注生産方式で出荷された。
- 撮影から稼動まで一年半以上を要したため、パチンコ店での宣伝イベントにて及川は「今自分でこの台を打って自分の画像を見ると懐かしい感じがする」と語っている。また、コスプレや水着のイメージ映像の仕事としては、これが最後になるとしていた[71]。

趣味・嗜好・性格関係
- 愛猫家であり、旧ブログの初回 (2005年9月1日) 以降、頻繁に飼い猫の話題を投稿している。2009年3月から「漫画ゼロワン」連載の、二匹の飼い猫を主人公とした漫画作品『みくとラン』の原作を務めた。この二匹は、及川がキャラクターとなったパチンコ台『CR及川奈央のフルーツスキャンダル』の演出にて"MIKU・RAN"の名前と共にアニメーションで登場する。
- 広島の親の実家では家庭麻雀を楽しむ習慣があり[72]、及川も幼稚園児のころから牌を握っていた[73]。この20年以上に及ぶ麻雀歴が、テレビの麻雀番組への出演[74][75]や新聞社・雑誌社主催のリーグ戦への参戦[76][77]、麻雀を題材とした作品への出演[78]、雀荘チェーンでの『奈央'Sカップ』イベントの開催[79]など、タレントおよび女優活動に寄与している[80]。サマーソニック内の『ソニックベガス』では、2010年[81]・2011年[82]と2年連続でプロ雀士と共に麻雀コーナーを担当した[80]。手役重視の雀風から「三色の華」[83]と紹介されることがある。
- 2005年ごろまで[84][85]、嫌いな食べ物として「カレーライス」を挙げていた。その後、森下千里が発起人の芸能人カレー部に創立メンバーとして参加[86]するなど、一転して好物に転じた。インタビューや番組などでことあるごとにカレー部について紹介し[20][21][87]、一時期はスポークスマンのような存在だった。納豆も嫌いな食べ物に挙げていた[85]が、適切に調理されれば美味と感じるようになったという[88]。
- 日本酒を中心とした酒好き。『ゴーオンジャーVSゲキレンジャー』で共演した伊藤かずえの手ほどきなどにより赤ワインも好むようになった[89]。「酒豪」としてのイメージがあり、日本酒を一升空けたエピソード[90]を持つ。AV女優時代には泥酔状態で撮影に臨んだこともあるという。レギュラー番組では日本酒や赤ワインを飲みながら出演する場面も頻繁に見られる。2013年には、賀茂泉酒造（広島西条）にて利き酒で選んだ純米酒を自筆ラベルによりパッケージングした『及川』（15度）と、発色酵母を使用した『NAO』（8度）を、オリジナル日本酒としてプロデュースした[91]。

その他のエピソード
- 多数のサイン会イベントを開催した及川だが、人生で一度だけ他人のサイン会へ客として参加したことがある。1993年、中学1年生の及川は同年開幕したJリーグ・ヴェルディを応援していた[92]。ある日、渋谷でヴェルディ所属の武田修宏のサイン会が開催されることを知り、電車を乗り継ぎ2時間かけて会場に足を運んだ。長時間並んだ末、いよいよ自分の順番となった時、緊張から思うように話すことができなかった[17]。この経験から、自身のサイン会では自らファンに語りかけ、会話を引き出すように努めているという[93][94]。
- AV女優時代の雑誌企画にて、自由民主党本部[95][96]、万景峰号[97]、アーレフ[98]などへの訪問、関係者へのインタビューなどを行った。このころから、連載記事の原稿は自身が執筆している[99]。公式ブログでは、カフェなどにMacBookを持ち込み原稿書きをする模様がしばしば登場する。
- いわゆる芸能ゴシップ関連のエピソード。及川自身の言動が直接ゴシップの原因となった例はないが、芸能メディアなどの作為により「元人気AV女優」という経歴イメージを絡めたゴシップの標的とされたケースがある。それらのうち検索サイトに痕跡が残る規模のものは下記の通りである。
  - 及川は2006年1月、オカモトの新機能コンドーム「epoca」のイメージキャラクターとして新製品発表会に参加[100][101]。1月19日発行のナイスポ紙が「及川奈央 衝撃カミングアウト エイズ撲滅運動がんばります!!」という見出のうち「エイズ」までを大見出しにし「撲滅運動」以下をあえて見えないレイアウトに編集し大々的に報じた[102]。この紙面を素材に、誤読あるいは意図的に、及川がエイズを告白したとする掲示板やブログなどへの書き込みが多数行われた。
  - 2009年3月下旬、著名芸能人夫婦の離婚報道に関連して、及川がその原因であるとする言説が芸能メディアやインターネットで広範に流布された。しかし離婚報道開始から報道が終息した4月上旬ごろまでのメディア記事は噂と先行記事の引用に終始し、取材事実によって及川の関与を報道したものは1件も見られなかった。一部メディアとネットの循環参照により噂が雪ダルマ式に膨らむ、現代的ゴシップ形成事象の一例と考えられる。及川自身は、インタビューでの質問に「全部ウソ」とした上で「そもそも恋愛対象として見たことがない」[87]と一笑に付している。
- AV出演にて多額のギャラを初めて手にした際、当時高価だったプラズマテレビ（43インチで約70万円）を購入した[103]。映画などのほか、自身の出演作も全て観賞したこのテレビが、これまでの人生で最も高価な買物だという[104]。

## 女優活動

### テレビドラマ
- ファンタズマ〜呪いの館〜 第5・6話 EPISODE3 ひと夏の拘束（2004年8月15日・22日、テレビ東京） - 古着屋の若い娘 役 ※監督:及川奈央
- 怪奇大家族（2004年10月3日 - 12月16日、テレビ東京） - 様々な美女 役
- 30minutes 第2話 忍び込んだ男（2004年10月8日、テレビ東京） - あゆみ 役、第13話 クイズ30ミニッツ（2004年12月24日、テレビ東京）（30minuites総集編）
- Deep Love ホスト（2005年1月7日 - 3月18日、テレビ東京、ネオプレックス） - 沙羅（クラブホステス） 役
- 牙狼-GARO-
  - 牙狼-GARO- 第6話 美貌（2005年11月11日、テレビ東京） - コトミ / ウトック人間態 役
  - 牙狼-GARO- 〜闇を照らす者〜 第11話 虜 Desire（2013年6月14日、テレビ東京） - 菩阿羅 / 陰我ホラー人間態 役
- 夜王 第6話 ホステス軍団ロミオ封鎖（2006年2月17日、TBS・金曜ドラマ） - マリン 役
- 快感職人 第1話（2006年7月8日、テレビ朝日・土曜ミッドナイトドラマ） - 布施ゆかり 役
- 地獄少女 第7話 甘い誘惑（2006年12月16日、日本テレビ・黄金の舌） - 松井霧子 役
- 魔法先生ネギま!（2007年10月3日 - 2008年3月26日、テレビ東京） - しずな先生（源しずな） 役[105][106][107]
- ULTRASEVEN X 第6話 TRAVELER（2007年11月9日、CBC・TBS系列） - アリサ 役
- エジソンの母 第6話 地球が滅亡するので宿題できませーん（2008年2月15日、TBS・金曜ドラマ） - 本の先生 役
- 炎神戦隊ゴーオンジャー（2008年2月17日 - 2009年2月8日、テレビ朝日・スーパー戦隊シリーズ） - ケガレシア、清水奈央（最終話） 役[108]
- 内田康夫旅情サスペンス岡部警部シリーズ 第四弾シーラカンス殺人事件（2009年11月27日、フジテレビ・金曜プレステージ） - 銀座ホステス 役
- 大河ドラマ「龍馬伝」第4話 江戸の鬼小町（2010年1月24日、NHK） - 飯盛女 志乃 役
- 宇宙犬作戦 第4話 セクシーの先にあるもの（2010年8月13日、テレビ東京・バラエティ7） - 星団警察 モンロー 役
- 独身貴族 第3話 独身貴族に終止符!? 縮まっていく二人の距離（2013年10月24日、フジテレビ・木曜劇場） - 神野桜子 役
- スペシャリスト 第8話 最終章！殺人トーナメントの標的は宅間!? 妻との永遠の別れ…（2016年3月3日、テレビ朝日・木曜ドラマ） - 牧瀬照美 役
- 刑事7人 （第4シリーズ） 第9話「模倣犯から挑戦状!?最後の殺人を止めろ!!」（2018年9月25日、テレビ朝日） - 古川月子 役
- 日暮里チャーリーズ 第3話 知られ過ぎた女（2020年8月16日、朝日放送・ドラマＬ ステイナイトミステリー） - 真欠那穂香 役
- ドゲンジャーズ メトロポリス 第1話 「自分、こういう者です」（2023年4月9日）  第2話 「自分、こういう者なんです」（4月16日）  第12話 「支え」（6月25日、九州朝日放送） - 押川なお（押川組姐さん） 役

### 映画
- くノ一忍法伝 華艶淫火 〜女淫血風抄〜（2002年2月16日、エンゲル）監督:服部大二  - 雫 役
- PLAY BALL プレイボール（2002年8月3日、オメガプロジェクト/GPミュージアムソフト）監督:マッコイ斉藤 - ナツ 役
- カポネ 六本木錬金の帝王（2004年2月14日、ラスカル）監督:山城新伍 - 橘良子 役
- 修羅のみち10 九州全面戦争（2004年5月1日、東映）監督:小沢啓一- ユカ 役
- ノーパンツ・ガールズ 〜Movie Box-ing2〜 大人になったら（2005年11月12日、オメガプロジェクト）監督:月川翔 他 - 主演・菅野あいり（小学生 / 20歳） 役[109] ※第1話「ノーパンツ・ガールズ」 第2話「ノーパンツ・ガールズ外伝」 第3話「大人になったら」の3話オムニバス作品で、第3話「大人になったら」に出演
- かにゴールキーパー（2006年5月27日、BBMC MOVIE CONTENTS）監督:河崎実 - 奈美 役
- デコトラの鷲 其の四 愛と涙の男鹿半島（2007年4月21日、エムエフボックス）監督:香月秀之 - 野良猫ナンシー 役
- スーパー戦隊シリーズ（東映） - ケガレシア 役
  - 炎神戦隊ゴーオンジャー BUNBUN!BANBAN!劇場BANG!!（2008年8月9日）監督:竹本昇 - ケガレシア、女将 役[110][111]
  - 炎神戦隊ゴーオンジャーVSゲキレンジャー（2009年1月24日[112]）監督:諸田敏
  - 侍戦隊シンケンジャーVSゴーオンジャー 銀幕BANG!!（2010年1月30日[113][114]）監督:中澤祥次郎
  - 海賊戦隊ゴーカイジャー THE MOVIE 空飛ぶ幽霊船（2011年8月6日）監督:渡辺勝也
  - 海賊戦隊ゴーカイジャーVS宇宙刑事ギャバン THE MOVIE（2012年1月21日）監督:中澤祥次郎
- まいっちんぐマチコ先生 無敵のおっぱい番長 タイマン勝負で、まいっちんぐ♪（2009年7月17日、ティーエムシー）監督：植田中 - 石頭教頭 役 ※オリジナルビデオ作品だが、2009年7月17日・18日の2日間限定でレイト上映
- TOGETHER（2009年9月26日、ティーアンドエム）監督:武藤数顕 - 看護師 役
- 仮面ライダー×仮面ライダー W&ディケイド MOVIE大戦2010（2009年12月12日、東映）監督:田崎竜太 - 蜂女 役[115][116]
- ヲ乃ガワ -WONOGAWA-（2013年4月6日[117][118][119][120]、ヲ乃ガワ製作委員会）監督:山口ヒロキ - 戸村チヌノ 役
- シネマの天使（2015年11月7日、タイムリバーピクチャーズ/東京テアトル）監督：時川英之 - 仙人のアシスタント[121]
- 真白の恋（2017年2月25日、エレファントハウス）監督:坂本欣弘 - 新婦 役[122]
- こいのわ～婚活クルージング～（2017年11月11日、シネムーブ/KADOKAWA）監督:金子修介
- HE-LOW THE FINAL（2022年5月27日、エレファントハウス）監督:高野八誠
- 心のありか（2023年12月15日、ACRAFT / 恋のや）監督:上原三由樹 - 主演・坂井郁子 役[123]

### オリジナルビデオ
- 処女教師 日菜子（2001年9月21日、オールイン　エンタテインメント）監督:阿知波孝 - 主演・日菜子 役
- 義姉 奈央（2004年1月25日、コム・アライアンスト）監督:溜池ゴロー - 主演
- 純情痴漢日記（2004年2月25日、コム・アライアンスト）監督:溜池ゴロー - 主演
- 禁断の百合姉妹（2004年7月25日、ビーエムドットスリー）監督:溜池ゴロー
- 桃色OL5人組 セクシー大作戦  (別題:ミリオンガールズの お仕事ですよ！)（2005年1月25日、ビーエムドットスリー）監督:溜池ゴロー
- 及川奈央 SPECIAL BOX 〜 Deep Love ホスト「沙羅の一日」〜（2005年7月22日、ネオプレックス） - 沙羅 役
- 女教師 The Best Part 2（2005年10月25日、オールイン　エンタテインメント）監督:阿知波孝 ※3話のオムニバス作品
- くノ一忍法伝 極 ～闇に乱れる艶女たち～（2006年11月22日、ティーエムシート）演出:遊法仁
- むこうぶち 高レート裏麻雀列伝（GPミュージアムソフト） - 詩織 役[78]
  - むこうぶち 高レート裏麻雀列伝（2007年6月25日）監督:片岡修二
  - 2 鬼の棲む荒野（2007年7月25日）監督:片岡修二
  - 3 裏プロ（2008年4月25日）監督:片岡修二
  - 4 雀荘殺し（2008年6月25日）監督:片岡修二
  - 5 氷の男（2008年12月25日）監督:片岡修二
  - 6 女衒打ち（2009年6月25日）監督:片岡修二
  - 7 筋殺し（2010年3月25日）監督:片岡修二
  - 8 邪眼（2010年12月17日）監督:片岡修二
  - 12 付け馬（2015年3月6日）監督:片岡修二
- まいっちんぐマチコ先生 無敵のおっぱい番長 タイマン勝負で、まいっちんぐ♪（2009年9月4日、ティーエムシー）監督：植田中 - 石頭教頭 役 ※オリジナルビデオ作品だが、2009年7月17日・18日の2日間限定でレイト上映
- 裁判長！トイレ行ってきていいすか（2010年10月27日、アニプレックス）監督:塩崎遵 - 被告人(殺人未遂犯) 役
- デス・トラップ 死神の法則（2013年9月4日、楽創舎）監督:横山一洋 - 主演・死神 役
- 炎神戦隊ゴーオンジャー 10 YEARS GRANDPRIX（2018年9月26日、東映）監督:渡辺勝也 - ケガレシア 役[124]
- てれびくん超バトルDVD 仮面ライダービルド 誕生！クマテレビ!! VS仮面ライダーグリス（2018年2月、東映）監督:山口恭平 - てれびさん 役
- ヒロインピンチオムニバス24 太陽の戦士レオーナ MAMA（2019年5月24日、ZENピクチャーズ）監督:松浦幹三 - 太陽の戦士レオーナ MAMA/桐島祥子 役
- 麻雀破壊神 むこうぶち傀 山師（2020年5月25日、オールイン エンタテインメント）監督:片岡修二
- 麻雀破壊神 むこうぶち傀 相性（2020年6月25日、オールイン エンタテインメント）監督:片岡修二

### Web配信ドラマ
- マギー's犬Jr.（2005年3月18日、ネットシネマ） - 主演・マギー 役[125][24]
- 及川奈央 リアルホラーシリーズ - 主演・月子 役
  - 葬儀屋月子〜ある葬儀屋の告白〜（2005年10月-12月、EZチャンネル）
  - 看護師月子〜ある看護師の告白〜（2006年1月、EZチャンネル[126][127]）
- 炎神戦隊ゴーオンジャー BONBON! BONBON! ネットでBONG!!（2008年7月11日 - 8月8日、東映） - 害水大臣ケガレシア 役[128]
- 裁判長！トイレ行ってきていいすか（2010年8月27日 - 10月25日、ムービーゲート・ShowTime） - 牧村のぶ子 役[129]
- マイティレディ ザ・シリーズ 第1話 - 第3話（2012年3月16日 - 4月12日） - 特別出演 シスター 役
- 厄年、目くそ鼻くそを笑う。（2014年9月27日、lui-lui 類類） - リサ 役
- 麻雀宝湯記 石和の亀篇・伊東の黒豹篇 （2021年2月14日、Xstream46） - 黒豹 役[130]

### 舞台公演
- チェックメイト (2005年4月、うめだ花月、主演 ケンドーコバヤシ)-及川奈央本人 役
- 志村魂 (2006年4月、東京芸術劇場・中日劇場、主演 志村けん)-腰元 役[90]
- 全国クラブサーキット演劇ツアー2007「ナイトメス」 (2007年11月21日-12月23日、全国14ヶ所公演)-主演 サキ 役[131]
- ブラッドプリズナー (2010年8月31日-9月5日、恵比寿エコー劇場、主演 永山たかし)-神宮寺雅 役
- DANCE×THEATER『エンジェル・ハート』〜羽ばたける者たちへ〜 (公演 2010年10月2日、吉祥寺シアター、D (月刊コミックゼノン 2011年2月号付録) 2010年12月25日、ノース・スターズ・ピクチャーズ、主演 杉本有美)-野上冴子 役
- 15♥0 〜フィフティーン・ラブ〜 (2011年6月1日-19日、下北沢駅前劇場・HEP HALL、作・演出 池田鉄洋、表現・さわやか)-翔太、王将、野茂のかあちゃん[8][24]、山車 役[132]
- ［類類］Vol.1『女のキモチ』 (2011年9月15日-18日、企画・原案 及川奈央・久下恵美、脚色・演出 金沢知樹、劇場HOPE(中野ポケットスクエア))-松本リナ 役 [9]
- 怪傑パンダース 第3回本公演『HOLSTEIN KILLER NEVER DIE!!』 (2012年2月15日-19日、有馬顕、中野ザ・ポケット、主演 川上ジュリア)-愛ササヤカ 役
- 脚本家集団 「ドラ基地」 第一回公演 MEET&MEAT 『アイニク』 人生は、肉だ!! (2012年3月8日-11日、山下哲也、ザムザ阿佐ヶ谷)-渡瀬光美 役
- ロイヤルをストレートでフラッシュ!! (2012年6月24日-7月8日、本多劇場・ABCホール、作・演出 池田鉄洋、表現・さわやか)-ミカ 役 [133][24][134]
- ［類類］Vol.2『ワルイオンナ』 (2012年9月20日-23日、脚本 北川亜矢子、演出 大関真、高田馬場ラビネスト)-菜波/聡子 2役 [135]
- LIBERUSプロデュース 東京ギロティン倶楽部第一回公演『東京奇人博覧会』 (2013年4月17日-21日、原作・主演 鳥居みゆき、作 住田拓英・ゴージャス村上、全労済ホールスペース・ゼロ)-アカゴサライ/赤木幸子/赤皿銭子/人間兵器 4役
- キタムラ印プロデュース公演#3『THE LIGHT』 (2013年7月29日、脚本 服部整治、脚色・演出 キタムラトシヒロ、中目黒ウッディーシアター)-日替ゲスト(明菜/死体)
- FunnyFarm旗揚げ公演『特殊清掃GO!GO!GO!』 (2013年8月22日、作・演出 井上テテ、中目黒ウッディーシアター)-日替ゲスト(花子)
- ［類類］Vol.3『Tokaido girls〜おんな東海道中膝栗毛〜』 (2013年8月29日-9月1日、作・演出 池田鉄洋、新宿シアターブラッツ)-矢島香 役 [136][137]
- Infiniteプロデュース『「ブラックジャックによろしく」によろしく』 (2013年9月11日-16日、原作 佐藤秀峰、脚本・演出 小野健太郎、新宿御苑シアターサンモール)-川向満左恵 役 [138]
- ストレンジストーリーズ (2013年10月3日-20日、下北沢駅前劇場・西鉄ホール、作・演出 池田鉄洋、表現・さわやか)-ナレーション
- ジェットラグプロデュース『呪い』 (2013年11月27日-12月1日、作 徳井義実、演出 山崎洋平、赤坂RED/THEATER)-奈木けこ美 役
- RAWK『7EVEN LOVERS』 (2014年3月18日-23日、作・演出 渡辺晃、大塚萬劇場)-主演 ウィザー 役
- キタムラ印プロデュース#5『ハナレウシ』 (2014年6月25日-29日、脚本・演出 キタムラトシヒロ、全労済ホールスペース・ゼロ)-高須久子 役
- "ボクらの罪団"初犯公演 『プレイ』 (2014年7月22日-27日、作・演出 高橋俊次、中野テアトルBONBON)
- 表現・さわやか 10th anniversary!「The Greatest Hits Of HYOGEN SAWAYAKA」 (2014年10月2日、下北沢駅前劇場)-日替ゲスト[139]
- 劇団FULMONTY 第12回本公演『OLD NEON〜伝説の夜編〜』 (2015年5月27日-31日、作・演出 中路貴之、池袋シアターグリーン BIG TREE THEATER)-竹條広美 役[140]
- ［類類］Vol.4『半狂乱。』 (2015年9月4日-8日、脚本 北川亜矢子、演出 大関真、新宿シアターモリエール)-林奈津美 役 [141][142]
- TOEI HERO NEXT ステージ 舞台『俺たち賞金稼ぎ団』 (2015年12月4日-8日、演出 きだつよし、劇作・脚本 酒井善史、シアター1010)-京野玲子 役[143][144]
- 親棒 (2016年2月20日、大竹浩一、高田馬場ラビネスト)-日替ゲスト(Virtual Mother)
- 大森カンパニープロデュース『更地ベスト～SAKURA～』 (2016年3月29日-4月3日、故林広志/大森博、下北沢シアター711)[145]
- 『拡がる世界の片隅で』 (2016年5月21日,22日、座・高円寺2)-金城刑事部長 役
- 『恋とか愛とか(仮)』 (2016年9月21日-25日、田中大祐/小川貴史、中野ザ・ポケット)
- 大森カンパニープロデュース『いじはり』 (2016年11月9日-16日、故林広志/大森博、小劇場B1)-平石涼子 役[146]
- 劇団FULMONTY 第14回本公演『無間地獄〜幻の蜘蛛の糸〜』 (2016年12月21日-25日、作・演出 中路貴之、池袋シアターグリーン BIG TREE THEATER)-弥勒 役
- 大森カンパニープロデュース『更地SELECT～SAKURA～』 (2017年4月4日-9日、故林広志/大森博、小劇場B1)
- 鈴木ゆかプロデュース『わたしが帰りたい家』　(2025年10月17～19日) 広島東区民文化センタースタジオ2

## タレント活動

### 番組出演
テレビバラエティ番組/音楽番組など
- 深夜の星・裏フジロックフェスティバル (2003年9月11日、TBS)
- キャイ〜ンのパーティーへいらっしゃい! (2003年12月31日、テレビ朝日)
- 愛に恋 (2004年,2005年6月- 8月、テレビ埼玉)
- フットボール汗 (2004年6月9日,23日,30日,7月7日、テレビ大阪)
- UN街 (2004年7月6日,13日,9月21日、TBS)
- ジェネジャン (日本テレビ)
  - #2-5 未成年SP「少年犯罪」 (2004年8月28日)
  - #2-7 新階級社会 (2004年10月30日)
  - #2-11 プライバシーの侵害 (2005年2月26日)
- 人類滅亡と13のコント集 (放映 2004年10月9日-2005年3月、日本テレビ)-大日如来
  - お笑いライブ人類滅亡〜27連発!狂気のコント集〜 (D 2005年2月23日、バップ)-MC
  - 人類滅亡と13のコント集〜もう笑うしかないのか?!〜 (発行 2005年3月31日、日本テレビ ISBN 978-4-8203-9932-2)
- 登龍門F (フジテレビ)
  - 登龍門F88祭り!! (2004年8月7日)-曲目：イミテーションゴールド
  - 若手芸人ネタ祭り!!〜元旦生ライブSP (2004年12月31日)-曲目：ロコローション、CHO CHO TRAIN
  - 音箱登龍門 (2005年5月9日)
  - お笑い×音箱ブチ抜きスペシャル3 (2005年6月27日)
  - 音箱登龍門 夏deライブdaバーン!! (2005年8月15日)
  - 登龍門F残暑お見舞いネタ祭り (2005年8月27日)-曲目：TRF「CRAZY GONNA CRAZY」→マンピーのG★SPOT
  - 登龍門 フェイク・オフ〜完全なる相関図〜 (2007年2月19日)
- くりぃむしちゅーのたりらリラ〜ン (2004年10月2日、日本テレビ)
- ドラゴン&ボールアワー (2004年11月9日、TBS)
- 今年は酉年!だからツバメの館 (2005年1月1日、テレビ東京)
- 指名手配 (2005年1月12日、テレビ朝日)-指名手配者
- やりにげコージー (2005年1月、テレビ東京)
- ザ・メモリーハンター! (2005年2月3日、TBS)
- ゴッドタン〜The God Tongue 神の舌〜 (テレビ東京)
  - SP 及川奈央のブラジャーをもらえ! (2005年2月11日)
  - 及川奈央のパンティーをもらえ! (2005年11月11日)
  - 怒りオネエ (2011年2月9日)
- ナンバーワンTV (2005年、MUSIC ON! TV)-木曜日司会
- FUJIWARA爆 (2005年、CS日本)
- ケンドーコバヤシ妄想劇場 (2005年4月22日、朝日放送)
- 緊急特別 追悼ケンドーコバヤシさん（2005年4月、朝日放送）
- 怒りオヤジ (テレビ東京)
  - 怒りオヤジ (2005年4月-6月)-レギュラー
  - 怒りオヤジ3 (2005年10月-2009年3月)-レギュラー
  - 怒りオヤジ3のDVDですけど何か…? (D 2008年8月22日、東宝)
  - 新春!モヤモヤアリケンオヤジ〜明日のテレビを考える〜 (2009年1月1日)
  - 怒りオヤジ 愛の説教BOOK (発行 2009年3月12日、太田出版 ISBN 978-4-7783-1164-3)
  - 怒りオヤジ3スペシャル 世界オヤジ2008決勝戦 (2009年7月1日)
  - 怒りオヤジ3スペシャル ** 紅白怒り合戦2009 (2009年12月25日)
  - バラエティ7スペシャル モヤモヤさまぁ〜ずアリケン&ゴッドタン (2010年1月1日)
- 銀玉王 (2005年6月、サンテレビ)
- パチンコ王座モンド21杯 第1回 (2005年6月、MONDO21)
- 不幸の法則 (2005年7月12日、日本テレビ)
- 草野☆キッド (2005年7月12日,9月6日,2006年5月23日,8月1日,8日、テレビ朝日)
- 『ぷっ』すま (2005年、テレビ朝日)
- 芸能人パチンコバトルP-league (2005年7月-8月、テレビ愛知)
- ヒロイン誕生! (2005年7月-2006年3月、テレビ大阪)
- ゴールデンスロット (2005年7月,2006年10月-2007年3月、びわ湖放送ほか)
- トリハダ 〜感じるボロ〜ン〜 (2005年8月1日、朝日放送)
- サタうま! (2005年8月、関西テレビ)
- 天使らんまん (2005年8月30日、毎日放送)
- 企画工場なりあがりチャプター100 (2005年8月30日-9月8日、TBS)
- まとも人間Yes・No3 (2005年9月3日、テレビ朝日)
- 電脳刑務所サイバープリズン「及川奈央はエロを忘れてはいけない法」 (2005年10月1日、日本テレビ)
- びびび。 (2005年10月10日-2006年3月、名古屋テレビ)-レギュラー
- 女魂 (2005年10月-2006年3月、名古屋テレビ)-準レギュラー
- 燃えよ!銀玉王 (2005年10月-2006年3月、TVQ九州放送)-リーチボーイズ
- アドレな!ガレッジ (2005年11月22日,2007年2月6日、テレビ朝日)
- クリスマスSP“史上最大の燃えて萌えてサンタQ!” (2005年12月24日、名古屋テレビ)
- SASUKE (TBS)
  - 最強の女性No.1決定戦KUNOICHI (第5回大会2006謹賀新年 2006年1月7日・第6回大会2006秋 9月20日)
  - サスケマニア (2006年10月29日)
- バリューナイトフィーバー (2006年1月7日、日本テレビ)
- ラブちぇん (2006年1月11日、名古屋テレビ)
- シンデレラ男 (2006年2月17日,24日,3月31日、テレビ東京・スポパラ)
- 銀玉王リーチボーイズが行く! (2006年2月,8月、テレビ神奈川・テレビ埼玉・チバテレビ)
- 深夜のウラ番 (2006年5月27日、テレビ東京)
- クイズ!紳助くん (2006年6月12日、朝日放送)
- 大人の教科書 (2006年7月24日,2007年1月、フジテレビ)
- クイズプレゼンバラエティー Qさま!! (2006年9月21日、テレビ朝日)
- ぷれミーヤ (テレビ朝日)
  - ぷちミーヤ!SP (2006年10月7日,11月11日,2007年4月14日,6月23日)
  - ぷれミーヤ!クリスマス特番,お正月特番 (2006年12月25,2007年1月1日)
  - ぷちミーヤ! (2007年1月13日,2008年2月16日)
- 熱闘!朝まで麻雀スタジアム (2007年1月1日、テレビ朝日)
- 個人授業 (プライベートレッスン) 〜正しい和田アキ子の作り方〜 (2007年1月24日、TBS)
- くるくるポトット (2007年3月3日、テレビ東京)
- 映画『大帝の剣』特番 (2007年3月31日-4月16日 (各局) )-コスプレ応援団長
- 上田ちゃんネル (2007年、テレ朝チャンネル)-準レギュラー
- アグレッシブですけど、何か? (2007年6月9日,16日,23日、広島ホームテレビ)
- ラジかるッ (2007年8月28日,11月15日、日本テレビ)
- オトコの事情×オンナの事情 (2008年1月8日、テレビ東京)
- 麻雀脳#5 (放映 2009年5月13日、フジテレビNEXT、配信 2009年6月22日-2010年5月31日、フジテレビ On Demand)-ゲストプレイヤー
- J:COM杯麻雀大会 (2009年11月9日、J:COMコミュニティチャンネル)
- 第5回,第6回レッドリボンカップ (2009年11月15日,2010年11月28日、ベターライフチャンネル)
- ビートたけしの今まで見たことないテレビ2 (2010年4月11日、日本テレビ)-妖怪役スター誕生[147]
- 美女と麻雀#3 (2010年8月12日、フジテレビNEXT)-ゲストプレイヤー
- カキューン!! ベタ風景共感バトル アリガチ (2010年10月28日,11月4日、関西テレビ)-パネラー[148]
- 極嬢ヂカラPremium (2010年11月9日、テレビ東京)-ゲスト
- アリなし〜アリケン★ゴールデンスタジアム〜 (2010年11月13日、テレビ東京)
- 今夜もドル箱 (テレビ東京)
  - 今夜もドル箱!! (2010年11月16日,2011年1月11日)-プレイヤー
  - 今夜もドル箱!!S (2011年4月5日-2013年9月24日)-レギュラーMC
  - 朝までパチンコバトル (2011年12月11日)-プレイヤー
  - 新春!女子会バトル!! (2012年1月2日)-プレイヤー
  - 今夜もドル箱Ｖ (2014年6月10日,2016年8月30日)-プレイヤー
- 自転車倶楽部 (2010年11月21日、BS日テレ)
- 御奉仕バラエティー アゲ↑アゲ↑プレゼントTV (2011年2月25日、フジテレビ) [149]
- 小島武夫の麻雀交遊録#3,#4 (2011年3月20日,27日、BSジャパン)-ゲストプレイヤー
- レディースバトル〜二階堂が挑戦〜 (2011年10月19日,26日、パチテレ!)-ゲスト
- 麻雀 BATTLE ROYAL
  - 麻雀 BATTLE ROYAL 2012 (2011年12月31日、MONDO TV、D 2012年4月26日、ジャパンイメージコミュニケーションズ)-バトルロイヤルチーム先鋒
  - 麻雀 BATTLE ROYAL 生放送スペシャル！ (2013年11月10日、MONDO TV)-バトルロイヤルチーム次鋒
  - 「麻雀 BATTLE ROYAL」放送直前SP (2015年11月6日、J:COMテレビ)-MC
- サンドのぼんやり〜ぬTV #200-202（2012年6月27日-7月11日、東北放送）-200回記念ゲスト
- ハイブリッド麻雀リーグ ガチ雀 (2012年9月8日-2013年3月30日、EXエンタテイメント)-チーム新津
- 芸能界麻雀最強位決定戦 THEわれめDEポン (BSスカパー!/フジテレビONE)
  - BSスカパー! presents 史上最強麻雀トーナメント！ 予選I/決勝 (2013年2月8日/4月26日) [75]
  - 生放送SP24 (2014年1月31日)
- 麻雀最強戦 フジテレビワンツーネクストカップI (フジテレビNEXT)
  - 『麻雀最強戦2013』 (2013年9月20日)
  - 『麻雀最強戦2014』 (2014年9月19日)
- パチ魂（2013年11月28日,12月5日、鹿児島讀賣テレビ）-ゲスト
- 真王伝説（2014年1月11日-2月1日、テレビ埼玉）-ゲスト
- 南まりかのTOCHI TAMA！（2014年3月7日,14日、とちぎテレビ）-ゲスト
- パチFUN!
  - テレビ神奈川版（2014年3月10日-4月28日,2015年1月5日-26日,6月8日-29日,11月23日-12月14日,2016年1月18日,8月8日-22日）-パチパチビューティホール/情熱トラベルチャレンジャー/トモパチ/女子力UPUP
  - テレビ埼玉版（2014年10月8日-22日,12月10日-31日,2015年10月21日,2016年1月13日-27日,3月2日-23日,6月29日,9月21日-10月12日）-トモパチ/女子力UPUP
  - 千葉テレビ版（2014年10月15日-11月5日,2015年1月7日-28日,3月11日-4月1日,10月21日-11月11日,2016年2月17日-3月9日,4月27日-5月4日,6月8日-29日,9月4日）-情熱トラベルチャレンジャー/おみやゲッチュウ/開運似顔絵アゲアゲ隊/トモパチ
  - 群馬テレビ版（2014年10月27日-11月17日,2015年5月11日-6月1日,9月14日-10月12日,2016年1月18日-2月8日,3月7日-21日,7月25日-8月15日）-トモパチ/開運似顔絵アゲアゲ隊/女子力UPUP
  - とちぎテレビ版（2015年5月13日-6月3日,9月16日-10月14日,2016年1月20日-2月10日,3月9日-23日,7月27日-8月17日）-開運似顔絵アゲアゲ隊
  - サンテレビ版（2014年11月1日-22日,2015年4月11日-5月2日,5月16日-6月6日,11月7日-28日,12月19日-2016年1月2日,7月2日-8月20日）-トモパチ/女子力UPUP/開運似顔絵アゲアゲ隊/ぶらり旅/ガチパチ
  - テレビ愛知版（2014年12月3日-17日）-トモパチ
  - 三重テレビ版（2015年1月8日-22日,7月16日-30日,2016年1月21日-2月11日）-トモパチ/開運似顔絵アゲアゲ隊
  - NBS版（2015年3月18日-4月1日）-女子力UPUP
  - びわ湖放送版 -トモパチ
- ドキッ！丸ごと水着 女だらけの水泳大会（2014年6月7日、フジテレビONE）-MC
- カツヤマサヒコSHOW (2014年10月11日、サンテレビ)
- これが私の生きる道plus（2015年1月31日、パチ・スロ サイトセブンTV）
- ナオ・ソーヤの冒険！【世の中を“直したい”…世直し、学びなおし、一緒に解決！】（2015年1月28,2月4日、毎日放送）
- ヒラヤマンのおもてなし (2015年3月2日,9日、パチテレ!)-ゲスト
- テレ玉杯 最強雀士決定戦 -TV対局者
  - 第1回 (2015年3月15日、テレビ埼玉)[150]
  - 第2回 (2016年3月19日、テレビ埼玉)[151]
- 満天パチランド (2015年5月4日-25日、テレビ埼玉)-魅せチャイナ
- ビワコのアノヒト祝い隊 （2015年7月4日、パチテレ!）
- ポンコツ&さまぁ〜ず (2015年7月11日-25日,2016年2月27日-3月26日、テレビ東京)-ポンコツガール
- NMB48須藤凜々花の麻雀ガチバトル！りりぽんのトップ目とったんで！ (2015年8月8日,2016年1月23日、TBSチャンネル1)-ゲスト対局者 [152]
- 及川奈央のビューティフルトレッキング （2015年8月28日、東京MX）
- クロ女子白書 （2015年11月4日,11日、福岡放送）
- 伝説の闘牌 （2015年11月16日,23日、テレ朝チャンネル2）[153]
- 女流雀士 プロアマNo.1決定戦 てんパイクイーン （テレ朝チャンネル2）
  - シーズン1 （2016年3月4日）[154]
  - シーズン2、[155]シーズン3、シーズン4、シーズン5、シーズン6、シーズン7
- パチンコ激闘伝!実戦守山塾 第2回守山塾杯 （2016年4月3日、MONDO TV）
- 麻雀オールスター～SUMMER～ （2016年7月2日、テレ朝チャンネル2）
- 麻雀最極決定戦！サバイバルバトル極雀 (フジテレビONE)
  - season1 (2016年7月25日-8月3日)
  - season4 (2017年1月10日-19日)
- プロ野球ワイド (2016年8月21日-、スカチャン)
- 月刊 格闘無双 (2016年10月28日-、FIGHTING TV サムライ)
- 八局麻雀3 (2016年11月27日-、V☆パラダイス)
- クイズ!脳ベルSHOW（2024年6月10日・6月17日、BSフジ）

ラジオ番組
- SPUNKY JONES (2003年-2004年、J-WAVE)-ゲスト
- ストリーム (2004年-2005年、TBSラジオ)-ゲスト
- 月極ラジオ (2005年3月、毎日放送)-月後半パーソナリティ
- OH! MY RADIO (2005年6月27日、J-WAVE)-ゲスト
- 及川奈央のオールナイトニッポンR (2005年7月16日、ニッポン放送)-単発パーソナリティ
- 四番なかやま (2005年7月16日,12月17日,2007年1月6日、TBSラジオ)-ゲスト
- コサキンDEワァオ! (2005年8月28日、TBSラジオ)-ゲスト
- ラジアンリミテッド (2005年10月14日、TOKYO FM)-ゲスト
- 48HOURS (2005年8月25日、TOKYO FM)-ゲスト
- 月曜JUNK 及川奈央の深夜に謝・謝Shake (2005年10月17日、TBSラジオ)-単発パーソナリティ(月曜Junk伊集院光 深夜の馬鹿力内)
- ひとり番長 (2005年10月19日、TBSラジオ)-ゲスト
- ラジカルリーグ (2005年11月21日、FM富士)-ゲスト
- ナオ ON SALE (2005年-2007年3月、MRO・KRY・RKC・YBS・RNC)-パーソナリティ
- うちあげ (2006年1月27日、CBCラジオ)-ゲスト
- アーバン ソウルクラブ (2006年2月4日、JFN)-ゲスト
- MAGCAL DASH! (2006年6月5日、TOKYO FM)-ゲスト
- タウンワークpresents TOKYO FM公開収録イベント (2006年6月11日、TOKYO FM)-MC
- サンデースペシャル (2006年6月25日、TOKYO FM)-MC
- レコメン『カンニング竹山の童貞竹山学校』 (2007年4月11日、文化放送)-ゲスト
- Wonderful World (2007年8月23日、TOKYO FM)-ゲスト
- おたママ倶楽部 (2008年5月10日・17日、エフエム西東京)-ゲスト
- オフもわいわい！ジャイアンツナイター (2013年1月31日、ラジオ日本)-ゲスト
- 生ネコバニーのラヂオ (2013年4月3日,2014年10月14日、FM NCV おきたまGO!)
- デカグマの魅惑な麻雀 (2016年2月24日、エフエム戸塚)-ゲスト
- 及川奈央とNewJack拓郎の『おめおじゃ！』 (2018年7月 - 、八王子エフエム)

ネット/携帯配信
- おしゃべりやってまーす (K'z Station)
  - 金曜B (2004年9月-2005年10月)-隔週金曜日パーソナリティ
  - 第5放送 (2010年3月12日)-ゲスト
- カンニングの恋愛中毒 (GYAO)
  - #5-#9 ラブホでお見合い編 (2004年12月-2005年2月)
  - #35-#38 視聴者お悩み相談 (2006年3月-5月、D 2006年5月26日、TLIP)
- 及川奈央プロデュースライブチャット☆e-onnaDX (2005年1月5日-9月25日)
- 西口プロレス・ザ・ワールド (2006年12月7日、GYAO)-審査員
- GyaOジョッキー (GYAO/電子公園)
  - 加藤鷹のオマーン★コーナーキック (2007年1月-4月)-覆面ゲストとして数回出演
  - 及川奈央の自然体にもほどがある (2007年3月16日-2009年8月28日)-レギュラーMC
  - うたブロ×ジョッキーオフ会 第一回 (2007年5月20日)
  - 告っちゃ! (2007年10月26日,2008年12月26日,2009年8月28日)-ゲスト
- Xbox360 PRESENTS GyaO 3周年記念 ギロッポンオールナイトパーティ (2008年6月7日、GyaOジョッキー)-第3部MC[156]
- ネオパワー&レオネットTV (2007年6月-11月) (レオパレス21内向放送)
- NEO POWER TV (2007年7月-12月、neo)
- 平田裕香のひらじお 第26回 (2008年12月22日、インターネットラジオぽけら)-ゲスト
- エムPの安達チャンネル (2009年4月10日、あっ!とおどろく放送局)-ゲスト
- 及川奈央の8押して2引け! (配信 2009年6月11日-12月17日、インターネットラジオぽけら)-パーソナリティ
- 古都便り (配信 2010年4月27日-、超速!!必勝本SP)-音楽：後藤次利、写真と朗読：及川奈央
- ニコニコミュージカル第4弾 舞台劇『ココロ』キャスト発表 (2011年3月3日、ニコニコ生放送)
- 堀江貴文氏「まぐまぐ!」有料メルマガ読者1万人達成記念 記者会見&座談会 (2011年3月9日、ニコニコ生放送)[157]
- 麻雀最強戦 (ニコニコ生放送/近代麻雀)
  - 『麻雀最強戦2011』著名人代表決定戦 (配信 2011年5月14日、D 2011年9月2日、竹書房)
  - 『麻雀最強戦2012』著名人代表決定戦・風神編 (配信 2012年5月19日、D 2012年9月7日、竹書房)
  - 『麻雀最強戦2013』ファイナル (配信 2013年12月15日、放映 2014年1月24日、フジテレビNEXT、D 2014年3月5日、竹書房)
- ニコジョッキー (ニコニコ生放送/コンテンツタワー)
  - 〜チャンネル「ニコジョッキー」開設記念〜 2時間まるごと『ニコジョッキー始まるよスペシャル!!』 (2011年7月5日)
  - チャンネル「ニコジョッキー」開設記念スペシャル! 第1部 ズラサンミーティング! (2011年7月8日)
  - 及川奈央の自然体にもほどがある2 (2011年7月14日-2014年9月18日)-レギュラーMC
  - 三十路会 (2011年12月26日,2014年7月29日,2015年7月30日,2016年7月29日)
  - 告っちゃスペシャル!! (2011年12月30日,2012年12月30日,2013年12月27日,2014年12月29日,2015年12月28日)
  - 類類(及川奈央・久下恵美)の自然体にもほどがある (2014年10月2日-)-レギュラーMC
- 「鉄平・哲也の鉄の哲学」第243回,第244回 (2011年8月30日,9月6日、SET Podcast)-ゲスト
- カンフェティch (2011年9月6日、あっ!とおどろく放送局)-ゲスト
- 特☆男ch #1 (2011年10月9日、ニコニコ動画スターちゃんねる -ニコスタ-)-ゲスト
- ソーシャル@トーク#エンダン (2012年5月8日、NOTTV)-ゲスト
- 初打ち パチンコ「CR 哭きの竜 天運」&パチスロ「天〜天和通りの快男児〜」 (2012年6月5日、マルハンチャンネル/テラ・コミュニケーションズ)
- 湯上りれでぃお2 #171 (2012年8月16日、小野川温泉湯上がりボーイズ)-ゲスト
- トッシー・ほったまの「ばかだなぁ〜♪って言われたい」第283回,第284回 (2012年8月31日,9月7日、SET Podcast)-ゲスト
- LA・LA・LAラーメン！ (2012年12月28日-2013年6月23日、ラーメンチャンネル ラーチャン/シンネットワーク)-副部長
- 麻雀メトロPresents 奈央'sカップ実況中継 (2013年4月29日、バンブーチャンネル/竹書房)
- WBC 〜Woman Battle Climax〜 #15 4thシーズン 第1試合 (2013年8月16日、必勝本WEB-TV(辰巳出版)/ShowTime)
- 麻雀対決生放送『凍牌麻雀』実写版DVD2ndシーズン＆人柱編コミックス第6巻発売記念 (2013年12月5日、ニコニコ生放送)
- 最高位戦日本プロ麻雀協会 新春ペアマッチ (2014年4月29日、【麻雀の殿堂】梶やんチャンネル、2015年1月18日、【麻雀の殿堂】テンパりチャンネル)
- 宮内こずえの天真爛漫 (2014年6月10日、日本プロ麻雀連盟チャンネル)-ゲスト
- 第1回 コアミックス トークライブイベント『漫画家・福本伸行の流儀〜人生を逆転するマンガのつくり方〜』 (2014年9月20日、Ustream mangatalklive)-ゲスト
- 小力の小部屋 (2014年10月1日、マシェリバラエティ/マシェバラチャンネル/EXエンターテインメント)-ゲスト
- 押忍！浜鰤麻雀部 (2015年9月24日、PIECE CHANNEL)-ゲストプレイヤー
- 第4回ハンゲーム麻雀杯決勝 (2015年10月2日、麻雀スリアロチャンネル)-対局者
- 麻雀最強戦2015東京最強位決定戦 (2015年10月4日、麻雀最強戦チャンネル)-ゲスト解説者
- 京都グリーン杯新春SP (2016年1月2日、麻雀スリアロチャンネル)-対局著名人
- 牌妃列伝!!麻雀コロシアム (2016年1月21日、姫ロンチャンネル)-挑戦者[158]
- ジョーカー〜ギャングロード〜 (ジョーカーチャンネル)-MC
  - 2周年感謝生放送 ハワイ旅行当選者決定スペシャル (2016年3月4日)
  - Android2周年アニバーサリースペシャル (2016年7月13日)
  - 第二回!黒犬杯!! (2016年8月26日)
- 山口良一・大森ヒロシのテレビでは笑えなくなったあなたへVol.2 (2016年3月18日、メディアゴンチャンネル)-ゲスト[159]
- ジャックと奈央のサタデイ・ナイト・レイディオ！ (2017年8月 - 、ニコニコ生放送・すまいるエフエム)

### DVD
- 緊急特別DVD 追悼ケンドーコバヤシさん (2005年10月26日、YOSHIMOTO WORKS)-ケンドーコバヤシ夫人 役
- 原口あきまさの波乱万場2〜Life of Comedians〜 (2009年7月10日、ショウタイム)-ミスO
- IS YOUR SEX HAPPY? 〜あなたのセックスは幸せですか〜 (2009年10月25日、GPミュージアムソフト)-監修
- Fuji Cup 第1回麻雀女王トーナメント 1st.ステージ／Final.ステージ (2010年4月16日、GPミュージアムソフト)-ナビゲーター[160]
- パチンコ必勝本 VERSUS (2015年8月8日、辰巳出版)

### 雑誌/新聞/サイトなどの連載
- アサヒ芸能 (2003年5月-2004年6月、徳間書店)
- 月刊Hush! (2003年12月-2004年6月、日本ジャーナル出版)
- パチンコ必勝本DREAMS(2004年2月号-2011年7月号)/パチンコ必勝本CLIMAX(2011年8月号-) (辰巳出版)
  - 『及川奈央のう゛ぁ〜じんパチンコ』 (2004年2月号-2005年5月号)
  - 『パチンコ戦士NAO』 (2005年6月号-2006年11月号)
  - 『スーパーNAO物語』 (2006年12月号-2008年2月号)
  - 『及川奈央のパチンコ探訪』 (2008年3月号-2010年8月号)
  - 『及川奈央の Only One!』 (2010年9月号-)
- 競馬王『女馬券師改造計画』 (2004年5月-2006年4月号、白夜書房)
- 週刊大衆増刊パパラッチ (双葉社)
  - 『及川奈央の月刊すっぴんダイアリ〜日記』 (2004年12月-2005年10月)
  - 『及川奈央のプライベート試着室』 (2005年11月-2007年4月)
- Webマガジン月刊チャージャー『及川奈央の興奮する1本』 (2005年9月-12月、Yahoo! JAPAN)
- 『及川奈央のぶっちゃけホンネとーく』 (2007年8月-2008年4月、plus-u)
- 日刊ゲンダイ『これって有罪?無罪? 及川奈央の私設裁判所』 (2009年7月2日-10月15日、日刊現代)
- メールマガジン 『及川奈央の素“nao”』 (2012年2月13日-7月30日、まぐまぐ)
- 演劇人10人による大喜利・10のセンス (2012年7月2日-9月28日、カンフェティ)
- 『部長の小部屋』 (2015年4月20日-、麻雀メトロ)

### グラビア
単独写真集
- OIKAWA NAO PORTRAITS（2001年6月、Nao (双葉文庫) 2003年3月、双葉社、撮影：野村誠一）ISBN 978-4-575-29251-0
- MOON FLOWER（2002年10月、バウハウス、撮影：吉田裕之）ISBN 978-4-89461-916-6
- ハダカノココロ（2003年6月、ぶんか社、撮影：小池伸一郎）ISBN 978-4-8211-2530-2
- (マイウェイムック) diva VOL.6 及川奈央 （2003年10月、マイウェイ出版、撮影：高桑常寿）ISBN 978-4-86135-007-8
- 女神（2003年12月、双葉社、撮影：高橋生建） 978-4-575-29637-2
- Su-Nao（2005年6月、ワニブックス、撮影：西田幸樹）ISBN 978-4-8470-2868-7-ラストヌード写真集

オムニバス
- 荒木経惟「新世紀ノ写真」 (2001年7月7日、AaT Room/eyesencia)
- (バウハウスムック) FETISH 横山こうじ作品集 (2001年8月、メディア・クライス ISBN 978-4-89461-457-4)
- (コミックドルフィン増刊) 美娼女 (2002年5月1日、司書房)-横山こうじ
- Flowers (2003年12月4日、光文社 ISBN 978-4-334-90115-8)-リリー・フランキー
- G3プリンセス ビジュアルBOOK（2008年10月、学習研究社、撮影：下川純一郎）ISBN 978-4-05-605296-1

その他媒体
- ネットグラビア (2007年6月、@nifty:web-SHIN「写バカ」)-山岸伸 (現在は配信されていない)
- 月刊アサヒ芸能エンタメ!2007年12月号『混浴温泉濡れ女将』 (2007年10月30日発売、徳間書店) ※ラストヌード写真集発表時以来のグラビア撮影 (ヌードはなし) 。
- シルバーアクセスタイルマガジン『クロムハーツvs十三〜史上最強の証明〜』 (2008年11月、笠倉出版社)-アクセサリモデル
- Handy写真集 (2009年10月、アグリオ)
- NEWTYPE THE LIVE 特撮ニュータイプ2010年1月号『及川奈央 as 蜂女-怪異!蜂女2010』 (2009年12月1日、角川書店)
- 週刊プレイボーイ2014年10月27日号『そして突然』 (2014年10月14日発売、集英社) [161]
- 相壁琢人『渇花』個展 (2016年7月5日-18日、渋谷ヒカリエ)

### キャラクター商品
- Enta!naコール公式 (2006年8月16日,2010年11月26日,12月10日,2011年1月7日、KLab)-着ボイス
- Enta!naきせかえ 及川奈央のきせかえツール (2009年7月17日、KLab)-携帯カスタムツール
- CR及川奈央のフルーツスキャンダルSD2 (2009年8月31日、平和)-パチンコ台
- CR及川奈央のフルーツスキャンダルTR/TRZ (2010年2月14日、平和)-パチンコ台
- CRドキッ！丸ごと水着 女だらけの水泳大会 アイドルだらけで困っちゃうング!!! (2014年5月、平和)-パチンコ台
- [oui-non] (ウィノン) ： 及川奈央が2011年7月に立ち上げた小物雑貨のブランド。デザインに唐橋充が参加している[162]。
- 及川奈央と麺屋一燈の こっさりラーメン (2013年1月)
- 日本酒 『純米 及川』1800ml/720ml,『NAO』500ml (2013年10月、賀茂泉酒造)

### CM/PV
- DRINK!! (2003年、ユニバーサルミュージック)
- パチンコ裏帝国 (2004年、ぶんか社)
- BACK-ON『BABY ROCK』 (2005年、エイベックス) [163][164]
- バックマーカー『採用不採用』PV (2006年1月、TRACTION)
- ウルティマオンライン 「恋愛の達人 及川奈央がうなずく理想のデートコースを企画せよ!」（2006年1月23日、エレクトロニック・アーツ）[165]
- 映画『サハラ』DVD発売告知CF (2006年、アミューズソフトエンタテインメント)
- 映画『Black Snake Moan』プロモーションゲリライベント (2007年8月27日)[166][167][168]
- DSG (2009年7月)
- ネット通販商品キャラクタ
  - 薬用発毛促進剤 Dr.ゲイン (2010年)
  - 薬用ボディソープ Dr.deo (2011年)

## 音楽活動
CDシングル・ミニアルバム
- 『謝・謝 Shake』 (2005年11月23日、BMG JAPAN) [169]
- 炎神戦隊ゴーオンジャー ミニアルバム 『G3プリンセス ラップ 〜PRETTY LOVE☆Limited〜』 (2008年10月1日、コロムビアミュージックエンタテインメント)
- 炎神戦隊ゴーオンジャー G3プリンセス CD-BOX (2008年10月1日、コロムビアミュージックエンタテインメント)
- 「今夜もドル箱S」エンディングテーマ『天晴れババンバン!』 (2011年10月26日、ベルウッド) [170]

その他
- ネットシネマ「マギー's犬Jr.」の主題歌として自ら作詞を手がけた「見られたザマじゃないね」を白川裕二郎とデュエットしているが、CDは「マギー’s犬Jr. (限定版) 」 (2005年12月2日、アイ・シー・エフ) に添付されたのみで、単独では市販されていない。
- AV作品「大人は判ってくれない2003」の作品中で主題歌を歌っているが、CD化されていない。
- 外道 TRIBUTE ゲゲゲの外道讃歌 (2003年10月29日、ソニー・ミュージックアソシエイテッドレコーズ) 中の一曲、椎名純平 & Evil Vibrations 「天国への道」に、"Special Guest: Nao Oikawa (AV QUEEN) "のクレジットで、吐息で参加している。

## 著作

### 漫画原作
- みくとラン (連載2009年3月27日-2011年10月19日、漫画ゼロワン)

## 成人向作品

### Vシネマ
- 処女教師 日菜子（2001年8月20日、ジーピーミュージアム）
- 義姉 奈央（2004年1月25日、ビーエムドットスリー）（アダルトビデオ「兄貴の嫁さん」のVシネマ版）
- 純情痴漢日記（2004年2月25日、ビーエムドットスリー）（アダルトビデオ「痴漢物語」のVシネマ版）
- セクシースナイパー NAO（2004年9月25日、ビーエムドットスリー）（アダルトビデオ「NAOと呼ばれた女」のVシネマ版）
- 桃色OL5人組 セクシー大作戦（2005年1月25日、ビーエムドットスリー）（アダルトビデオ「ミリオンガールズのお仕事ですよ!」のVシネマ版）※特別出演

### アダルトビデオ
2000年
- (1) みつばちの悪戯 (V 2000年9月30日 (D プレミアミックス 2002年5月31日) 、宇宙企画) ※デビュー作
- (2) 露骨な森のエロス (V 2000年10月29日 (D プレミアミックス 2002年5月31日) 、宇宙企画)
- (3) お義姉さんは美・看護婦 (ビィナース) (V 2000年12月22日 (D 及川奈央スペシャル 2002年12月24日) 、バビロン (ジャパンホームビデオ) )
- (4) 制服人形 (コスプレドール) (V 2001年1月23日 (D 及川奈央スペシャル2002年12月24日) 、アリスJAPAN)
- (5) BeJean 12 (2001年5月25日、桃太郎映像出版)
- (6) コスプレックス (2001年10月24日 (D) /2002年2月1日 (V) 、桃太郎映像出版)
- (7) 徹底攻略 (2001年11月1日 (V) /2001年11月10日 (D) 、ワンズファクトリー)
- (8) AA.II. (あ〜い〜) (V 2001年11月30日 (D シャイ スーパーカップ 2002年3月22日) 、シャイ企画)
- (9) Wild Thing IV (2001年12月20日、桃太郎映像出版)
- (10) 人間廃業 (2001年12月21日 (V) /2002年11月8日 (D) 、バビロン)
- (11) AV虎の穴 (2002年1月1日、ワンズファクトリー)
- (12) 猥褻モデル (2002年1月18日、アリスJAPAN)
- (13) 堕天使X (V 2002年2月10日 (D プレミアミックス 2002年5月31日) 、バズーカ)
- (14) Black Date (ワンズファクトリー)
  - Black Date (2002年2月28日)
  - 裏Black Date (2002年12月1日)
- (15) 妄想ナース (2002年3月23日 (V) /2002年4月5日 (D) 、TMA、美尻ナース 2003年5月1日、マルクス兄弟)
- (16) First Fuckin' Baby 〜柏の森で会いましょう〜 (2002年4月1日 (V) /2002年4月15日 (D) 、MOODYZ)
- (17) 僕のお姉さん (V) /義姉 -奈央- (D) (2002年4月12日 (V) /2002年4月26日 (D) 、TMA)
- 桃の缶詰 ワイルドシンガーの素顔 (2002年4月17日、桃太郎映像出版)
- ライブチャット (2002年4月25日、桃太郎映像出版)
- (18) ドリームウーマン vol.5 (2002年5月1日 (V) /2002年5月15日 (D) 、MOODYZ)
- (19) 裏・及川奈央 完全版 (2002年5月17日、ミリオン)
- (20) 超高級ソープ嬢 (2002年5月17日、SODクリエイト)
- (21) ドリーム学園 5 (2002年6月1日、MOODYZ)
- (22) Angel 97 (2002年6月8日、アイデアポケット)
- (23) オナニーのお手伝いしてあげる (2002年6月21日、SODクリエイト)
- (24) 罪と罰 (V 2002年6月21日 (D 限界点 2002年9月27日) 、VIP)
- (25) 禁断 (2002年6月28日、メディアバンク)
- (26) 超☆美少女接吻 (2002年7月5日 (V) /2002年8月4日 (D) 、忠実堂)
- (27) 女豹2 -李朝の秘宝 (2002年7月8日、アタッカーズ)
- (28) 美人女医・淫虐病棟 白濁色にまみれて (2002年7月19日、SODクリエイト)
- (29) もしも及川奈央が僕のペットだったら… 完全版 (2002年7月19日、ミリオン)
- (30) パチンコパーラーで露出! (2002年7月23日、バーチャルウェーブ)
- (31) 超ー股間のアングル (2002年8月1日、ワンズファクトリー)
- (32) 僕だけの女教師ペット 第5章 (2002年8月4日、SODクリエイト)
- 夏祭り!ゆかた美人大集合 1 (2002年8月10日、桃太郎映像出版)
- (33) 淫らな雌はいかがですか? (2002年8月15日、MOODYZ)
- (34) コスプレ巨乳アイドル 及川奈央 完全版 (2002年8月16日、ミリオン)
- (35) FACE 51 (2002年8月23日、アウダースジャパン)
- (36) お尻と性器 (2002年9月1日、ワンズファクトリー)
- (37) おねだりプリン (2002年9月6日、SODクリエイト)
- (38) 雌女 (メス) #19 (2002年9月6日、アウダースジャパン)
- (39) ゴールドメンバー (2002年9月10日、アクティブ-1)
- (40) 巨乳を味わえ!! (2002年9月20日、ミリオン)
- (41) デジタルモザイク (2002年10月1日、MOODYZ)
- (42) うきうきウオッチング (2002年10月2日、ゴーゴーズ)
- (43) 新・童貞狩り 第3章 (2002年10月19日、SODクリエイト)
- (44) 激射 vol.22 (2002年10月25日、アウダースジャパン)
- (45) コスプレ及川奈央 (2002年10月25日、TMA)
- (46) 女優・拘束マニア (2002年11月1日、ワンズファクトリー)
- (47) 超ー美乳のアングル (2002年11月1日、ワンズファクトリー)
- (48) 僕だけの巨乳ママ3 (2002年11月8日、ワープエンタテインメント)
- (49) アイドルザーメン8 (2002年11月20日、SODクリエイト)
- (50) ファン感謝温泉バスツアー 完全版 (2002年11月22日、ミリオン) ※出演50本記念作
- (51) LOVE pussy [Side.A]ナース淫欲病棟 (V 2002年11月30日 (D LOVE potion 2003年1月20日) 、meltyKiss)
- (52) Sweet pussy [Side.B]女教師淫欲教室 (V 2002年11月30日 (D Sweet lesson 2003年1月20日) 、meltyKiss)
- (53) SEX WARS 1 (2002年12月1日、MOODYZ)
- (54) 看護娼婦 美乳ナースの逆セクシャルハラスメント (2002年12月5日、ドリームチケット)
- (55) Vip Shower 3 (2002年12月6日、ワープエンタテインメント)
- (56) Wキャスト〜夢の競演〜 (2002年12月10日、ワンズファクトリー)
  - 及川奈央編
  - 宝来みゆき編
- (57) もしも及川奈央が僕の彼女だったら… 完全版 (2002年12月13日、ミリオン)
- (58) 濡れてスケスケ (2003年1月1日、Bunny's Bunny)
- (59) 舌狂 ハードコアスロート (2003年1月28日 (レンタル) /2003年3月10日 (セル) 、h.m.p)
- まるごと及川奈央 (2003年2月6日、SODクリエイト)
- (60) 及川奈央と学校でしようよ! (2003年2月7日、GLAY'z)
- (61) 修羅雪姫 (2003年2月20日、トランスコーポレーション)
- (62) 極・本番 (2003年2月21日、GLAY'z)
- (63) 素人倶楽部 (V 2003年2月24日、D 2003年4月22日、オブテインフューチャー)
  - No127 及川奈央のハメ撮りレズ3Pファック!!
  - No128 奈央の初の競泳水着ビデオ
  - No129 及川奈央vs素人監督のガチンコハメ撮りファック!!
  - No130 奈央ちゃん酔っ払った勢いでエッチを…
  - No131 及川奈央のおもちゃで遊ぼう!!
  - No132 奈央のハメ撮られナースファック
  - No133 及川奈央のソフトSMで濡れ度最高潮
- (64) 及川奈央4時間 (2003年4月25日、ミリオン) ※Vは120分でタイトルは『完全攻略』
- (65) スパンキングガールズ完全版 (2003年5月23日、ミリオン)
- (66) 戦隊ピンクが捕まってあんなことも! こんなことも! そんなことまで!! 完全版 (2003年5月30日、ミリオン)
- (67) 完全なるイカセ4時間 (2003年6月20日、ミリオン)
- (68) ヌードの森 メモワール・レズビアン (2003年6月27日、ミリオン)
- (69) 24人のカリスマアイドル3 (2003年7月25日、ミリオン)
- (70) ミリオンガールズのマジカルミステリーツアー完全版 (2003年7月25日、ミリオン)
- 大人は判ってくれない2003完全版 (2003年8月29日、ミリオン)
- 裏・及川奈央 2 完全版 (2003年9月26日、ミリオン)
- 及川奈央の超高級癒し系 まるッとおもてなしソープランド (2003年10月24日、ミリオン)
- 兄貴の嫁さん 完全版 (2003年11月28日、ミリオン)
- 痴漢物語 完全版 (2003年12月26日、ミリオン)
- 及川奈央8時間 (2004年2月28日、ミリオン)
- 完全撮りおろしスーパースター4時間SPECIAL (2004年4月23日、ミリオン)
- もしも及川奈央が僕の彼女だったら…・2 完全版 (2004年4月30日、ミリオン)
- NAOと呼ばれた女 (2004年6月25日、ミリオン)-

※以下、撮りおろしAV映像を含まない作品
- VERY BEST OF 及川奈央 完全版 (2004年1月30日、ミリオン) ※解説のみ撮りおろし
- VERY BEST OF 及川奈央 2 完全版 (2004年6月11日、ミリオン) ※解説のみ撮りおろし
- VERY BEST OF 及川奈央 3 完全版 (2004年12月3日、ミリオン) ※解説のみ撮りおろし

※以下、他女優主演作の助演・友情出演・特別出演
- 如月カレンの成長を見守ろう! 完全版 (2004年3月19日、ミリオン)-※見守る人
- ミリオンスペシャル ベストフレンド2 完全版 (2004年4月30日、ミリオン)-※友情出演
- 完全なるイカセ4時間2004 如月カレン (2004年7月30日、ミリオン)-※「鉄人」として参加
- 完全なるイカセ4時間2004 沢口あすか (2004年7月30日、ミリオン)-※「鉄人」として参加
- ミリオンプレミアム ミリオンガールズのお仕事ですよ! 完全版 (2004年8月27日、ミリオン)※特別出演

### アダルトビデオ（無修正）
- レジェンド 及川奈央（2003年2月14日、インパルス）
- 新伝説（2003年3月1日、カリビアンコム）
- エロティックフェスタ（2003年4月15日、トランス）
- ティーチャーナオ（2003年12月5日、ジョイデル）
- NURSE NAO（2004年2月1日、ジョイデル）
- クリーム Vol.09 いいなり淫乱人形（2004年6月16日、ジョイデル）
- 淫れ奈央in職員室（2004年6月26日、カリビアンコム）
- 早抜き第3弾 及川奈央 ほか（2004年9月29日、カリビアンコム）
- 紅い視線（2004年10月15日、スカイハイエンターテインメント）
- 陵辱病淫 第一話（2005年7月30日、カリビアンコム）
- 陵辱病淫 第二話（2005年8月6日、カリビアンコム）
- FUZZ Vol.28 MIX JAM 1 及川奈央・加藤ゆりあ・白石ひより ほか（2005年9月26日、J-spot）全10名
- 及川奈央のよく締まる極上マンコ（2006年4月8日、カリビアンコム）
- セーラー服と及川奈央（2006年5月21日、カリビアンコム）
- 早抜き 陵辱BEST 瀬戸準・及川奈央 ほか（2006年6月6日、カリビアンコム）
- 攻める女・攻められる女（2006年11月2日、一本道）
- 打ち上げ大乱交（2006年11月8日、一本道）
- 早抜き 潮吹きBEST 松坂樹梨・若葉かおり・及川奈央 ほか（2007年1月23日、カリビアンコム）全6名
- 早抜き 美巨乳BEST 吉川萌・つかもと友希・及川奈央 ほか（2007年6月5日、カリビアンコム）
- Love Collection 529 密室（2009年1月1日、Pink Clover）
- 月刊 及川奈央（2016年12月28日、カリビアンコムプレミアム）

### アダルトバラエティ
- パラダイステレビ (D 2003年9月12日、パラダイスDVD)
  - Yari-con (放映 2000年5月10日)
  - よるなまテレパラNight「テレホン生セックス」 (放映 2000年5月27日)
  - テレビのぞき部屋 (放映 2000年10月9日)
- 及川奈央の催眠FUCK (放映 2001年12月、MIDNIGHT BLUE、D 2003年5月29日、メディアステーション)
- MONDO21
  - H線上のアリア#18 (放映 2002年8月9日)
  - 女神のささやき21 (放映 2002年)
- 及川奈央のぶっかけ☆イッたっしょ!? (放映 2003年-2004年、パンチクラブ、D 2003年6月25日-2004年6月4日、オブテインフューチャー)

### 成人向作品に関する補遺
- 出演作が70本になった時点での自選ベスト10作として、(8) AA.II.、(12) 猥褻モデル、(13) 堕天使X、(14) Black Date、(16) First Fuckin' Baby、(28) 美人女医・淫虐病棟、(50) ファン感謝温泉バスツアー、(64) 及川奈央4時間（完全攻略）、(65) スパンキングガールズ、(68) ヌードの森 -- を挙げている[104]。当初レンタルメーカーからのデビューで芽が出ず、セルに「格下げ」された感のあった及川奈央にとって、(8)はレンタルへの、(12)はアリス系への、(13)は宇宙企画系への「凱旋」的な意味があった。(14)は、撮影にあたって監督の柴原光から精神的虐待を受けたと不快感を示していた[171]作品だが、この時点では「素を引き出してくれた監督として今は感謝」していると言っている。引退後、大槻ケンヂの質問に対して、オススメ作品として、(13) 堕天使X、(10) 人間廃業 -- を挙げており[6]、ここでも宇宙企画やアリス系の作品が選ばれている。
- AV時代の体型は、スレンダーながら、長時間にわたるハードな演技を次々こなす強靭な体力と柔軟な身体の持ち主であった。後述のAV作品では血管や筋肉がくっきり浮き上がるほど筋肉質で、引き締まった肢体を披露していた。ただし、AV引退前の2004年に収録された『及川奈央のぶっかけ☆イッたっしょ!?Vol.23』で体脂肪率を測定したところ、同年代の女性と大差ない20%であった。
- 福山雅治が、事務所の先輩にあたる桑田佳祐の2003年の誕生日にあたって、及川奈央の2枚組DVDをプレゼントしたという話が流布しているが、吉田豪が福山に確認したところ[172]、それは(14) Black Date[* 9]で、福山の鑑賞眼により吟味した結果選んだものだという。